# Samuel L. Mitchill

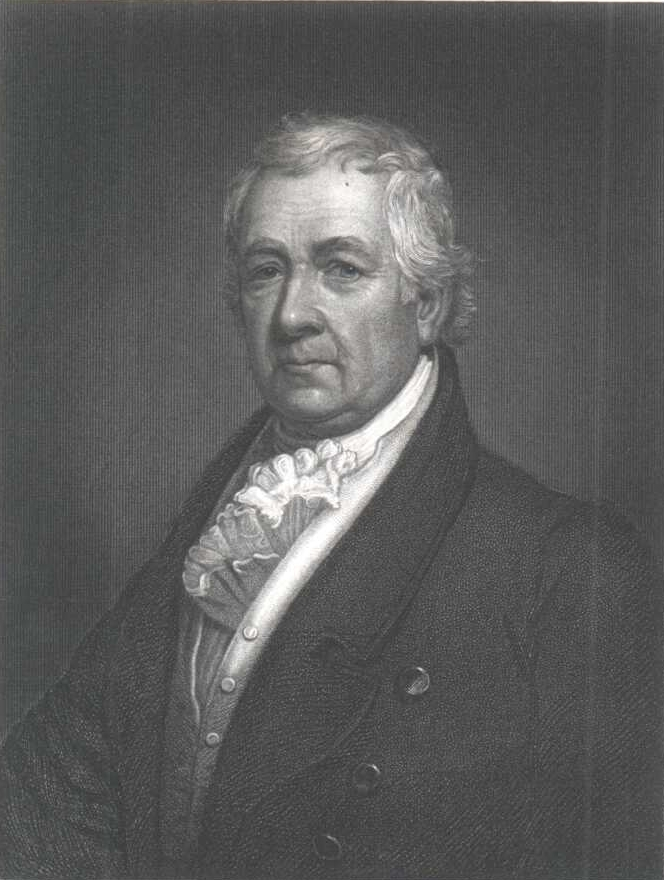
Samuel Latham Mitchill

Samuel Latham Mitchill (20 de agosto, 1764 – 7 de setembro, 1831) foi um físico, naturalista e político dos Estados Unidos. Em 1786 ele se graduou na University of Edinburgh, educação paga por um tio rico.